# Citadela v Aleppu
Citadela v Aleppu (arabsky قلعة حلب, Qalʿat Ḥalab) je součástí historického jádra nejlidnatějšího syrského města Aleppa, správního centra stejnojmenného guvernorátu na severozápadě země, ležícího zhruba 50 km vzdušnou čarou směrem na jih od tureckých hranic. Citadela, která je jednou z nejrozsáhlejších a nejstarších pevností na světě, byla zapsána spolu s aleppským starým městem na seznam Světového dědictví UNESCO v roce 1986. Během občanské války, která propukla v Sýrii po revolučních událostech z roku 2011, byla citadela silně poškozena a v důsledku toho ji UNESCO zařadilo na seznam ohrožených památek.

## Historie
Historie města Aleppa, rozkládajícího se na křižovatce několika důležitých obchodních cest, sahá až do 2. tisíciletí př. n. l. V průběhu staletí městu postupně vládli Chetité, Asyřané, Akkadové, Řekové, Římané, Umajjovci, Ajjúbovci, Mameluci a Osmané. Pozůstatky staveb a archeologické nálezy v areálu citadely pomáhají datovat někdejší osídlení této vyvýšeniny (tellu), vzniklé navrstvením odpadu a materiálu z předchozích staveb, do doby kolem 1 000 let př. n. l. Opevněné město, které vyrostlo kolem citadely, nese stopy řeckého a římského uspořádání ulic z antických dob. Na tomto území se nacházejí jak pozůstatky křesťanských budov ze 6. století, tak i středověké zdi a brány, mešity, madrasy a paláce z pozdějších doby, které zde byly postaveny za vlády Ajjúbovců, Mameluků a Osmanů.

Aleppská citadela sehrála významnou roli zejména v dobách křižáckých výprav. Od března 1123 zde byl po určitou dobu vězněn křižácký jeruzalémský král Balduin II.

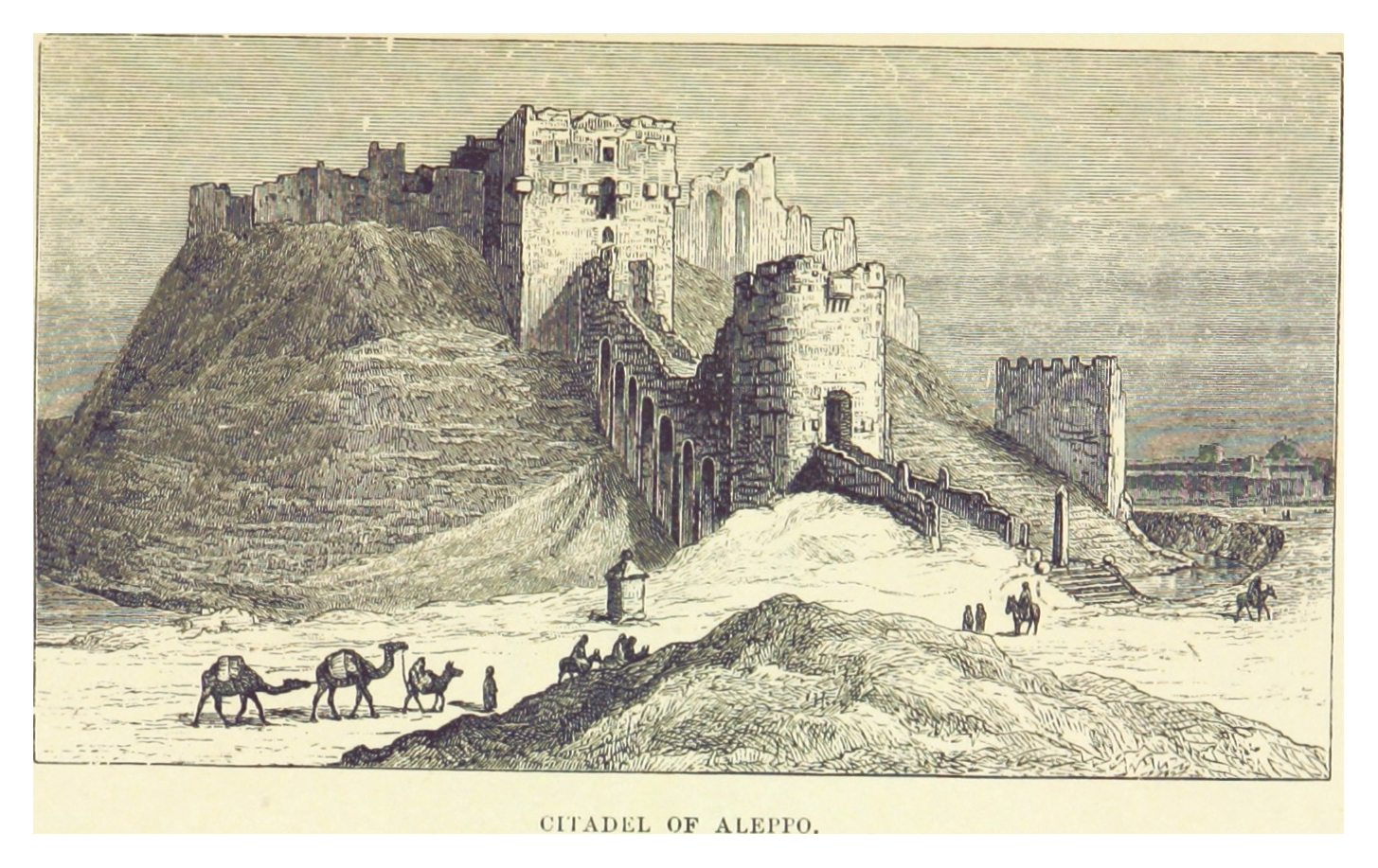
Citadela na kresbě z roku 1879

V roce 1128 se stal atabegem v Aleppu Imád ad-Dín Zengí, zakladatel dynastie Zengí. Poté, kdy byl Imád ad-Dín v roce 1146 zavražděn, se stal sultánem Aleppa a o několik let později také Damašku a Mosulu jeho syn Núr ad-Dín (1118–1174). Sjednotil území kolem Aleppa, nechal zesílit městské hradby i opevnění citadely a bojoval poměrně úspěšně proti křižáckým vpádům. V aleppské citadele byli v dobách Núr ad-Dínovy vlády vězněni někteří prominentní představitelé křižáků. Joscelin II., čtvrtý křižácký hrabě z Edessy, byl v roce 1150 zajat a dostal se do rukou Núr ad-Dína. Ten jej nechal oslepit a uvěznit v aleppské citadele, kde Joscelin II. po devíti letech zemřel. V roce 1160 byl v citadele uvězněn Renaud ze Châtillonu, pyšnící se titulem antiochijského knížete. Ve vězení strávil celkem 16 let a byl propuštěn až po Núr ad-Dínově smrti.
V areálu citadely přibyly nové stavby a další opevnění za panování Saladinova syna, Ajjúbovce az-Zahira Ghaziho (1172–1216). Postavil nové paláce, lázně, mešity, sýpky, nádrže na vodu, zbrojnice a vojenská cvičiště. Zároveň nechal zpevnit hradby, prohloubit příkop a zajistit do něj přívod vody, vydláždit okolní svahy a v roce 1213 dal postavit vysoký kamenný most s klenutými oblouky, spojující první a druhou bránu při vstupu do citadely. V základní podobě, kterou získala již na počátku 13. století, se aleppská citadela dochovala až do 21. století, byť v roce 1260 byla poškozena v důsledku mongolské invaze do Sýrie a na přelomu 14. a 15. století byla poničena vpádem Tamerlánových vojsk. Poškozenou citadelu nechal po roce 1415 opravit mamelucký vládce Aleppa Saif ad-Din Džakam, který zde mj. vybudoval nový palác na vrcholu vyšší brány u vstupu do citadely a dvě nové strážní věže.
Za osmanské nadvlády byla v citadele ubytována vojenská posádka. Podle zpráv ze 16. století v roce 1556 žilo v areálu citadely kolem 2 000 lidí, o zhruba 100 let později se hovořilo o počtu 1 400 osob, z nichž 350 tvořili elitní vojáci – janičáři. V roce 1822 byla citadela společně s celým městem silně poškozena zemětřesením a osmanský guvernér Ibrahim Paša nechal použít kameny ze zřícených budov na výstavbu nových kasáren. Citadela byla pak opravena na přelomu let 1850/51 za panování sultána Abdülmecida I. V době po roce 1920, kdy byl ustaven tzv. Francouzský mandát Sýrie a Libanonu, sídlila až do roku 1945 v citadele francouzská posádka. V roce 1930 Francouzi zahájili archeologický průzkum a vykopávky v areálu citadely a mj. nechali v paláci opravit trůnní sál.
Během občanské války bylo v roce 2012 v důsledků bojů a požárů značně poničeno aleppské staré město včetně proslulého místního bazaru, který se stal dějištěm každodenních střetů mezi vládními vojsky a rebely.  V červenci roku 2015 byl vyhozen do vzduchu tunel pod citadelou a následkem exploze se zřítila část vnější zdi pevnosti. Ze způsobení výbuchu se navzájem obviňovali povstalci a vládní síly.

## Popis
Citadela stojí na vrcholu 50 metrů vysokého kopce, jehož základna má rozměry 450 × 325 metrů. Samotná zástavba zaujímá plochu o rozměrech 285 × 160 metrů. V minulosti byly svahy kopce pokryty vápencovou dlažbou, ta se však nedochovala. Kopec obklopuje 22 metrů hluboký a 30 metrů široký vodní příkop. Jednou z nejvýznamnějších památek v areálu citadely je palác Az-Zahira Ghaziho z ajjúbovské éry. Dále se tu nacházejí středověké lázně (hamam) a dvě mešity – Abrahamova mešita a Velká mešita. Nejvyšší dominantou citadely je 21 metrů vysoký minaret Velké mešity. V areálu citadely se nacházejí četné studny, dosahující hloubky až 125 metrů. Citadela má také svou podzemní část, tvořenou dlouhými tunely a chodbami, spojujícími nejen jednotlivé strážní věže, ale i podzemí pevnosti s aleppským Starým městem. Amfiteátr v areálu citadely je novodobou stavbou, která zde vznikla v roce 1980 za účelem pořádání koncertů a divadelních představení.

## Galerie

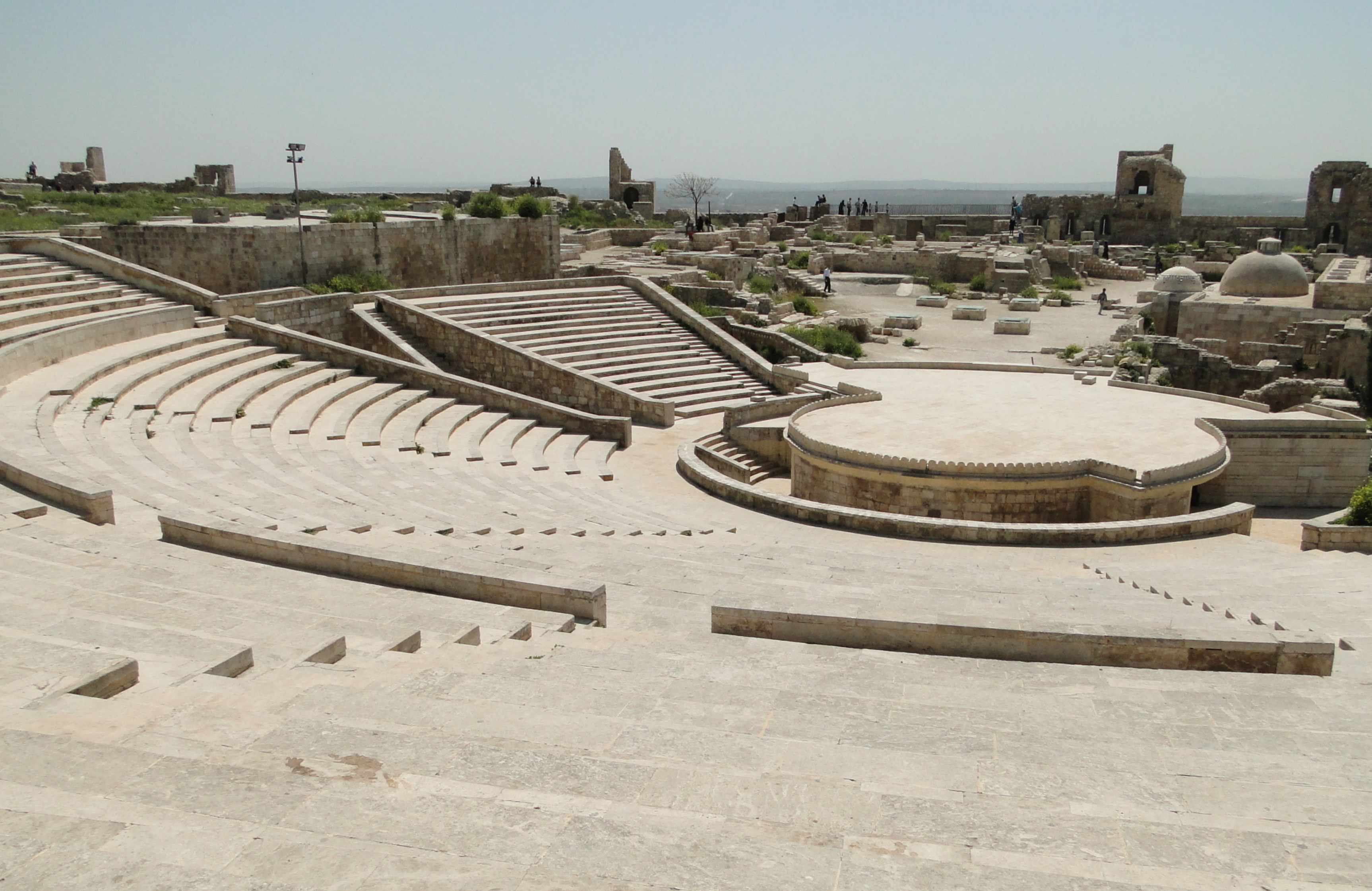
Amfiteátr z roku 1980
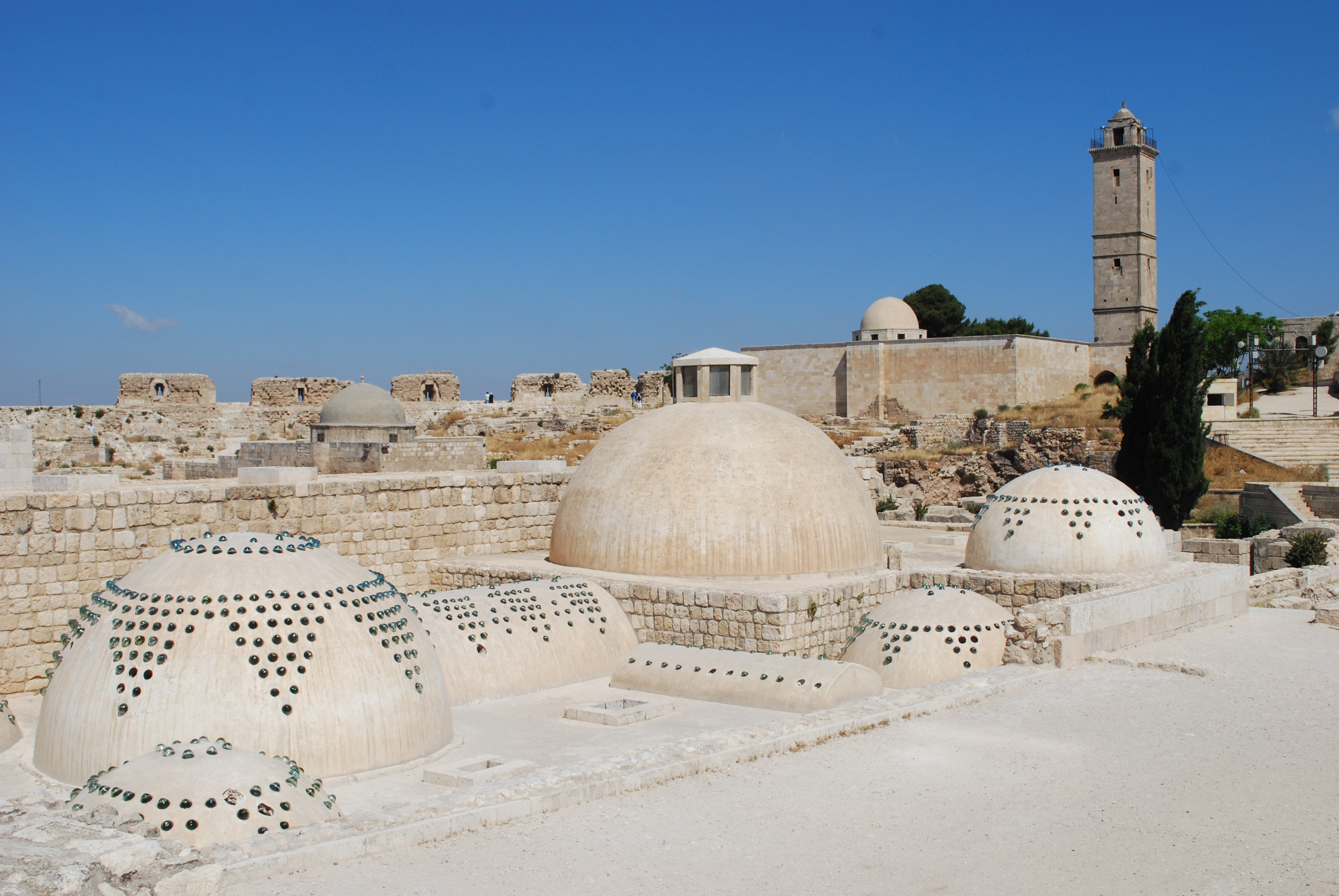
Středověké lázně, v pozadí Velká mešita
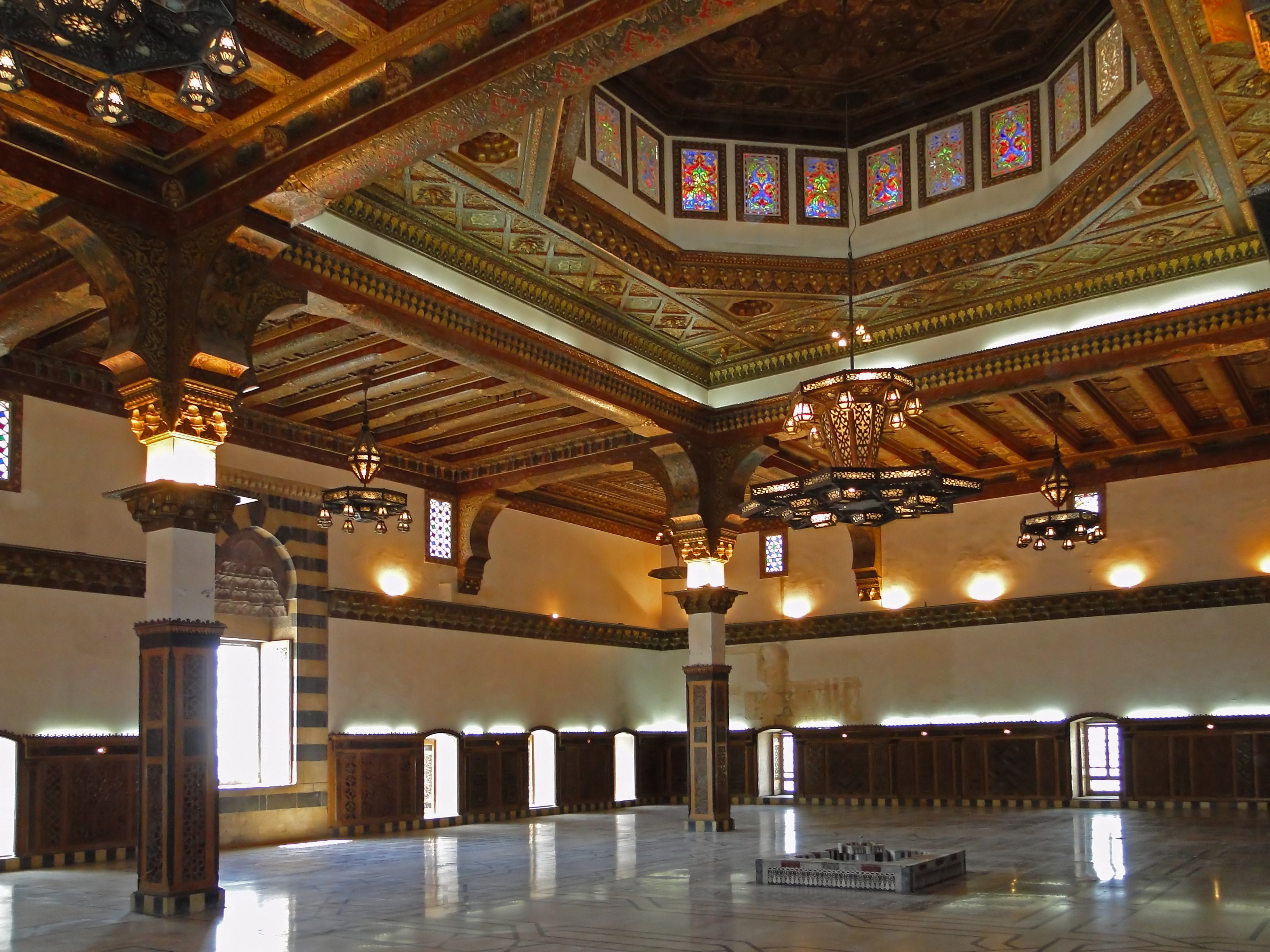
Trůnní sál
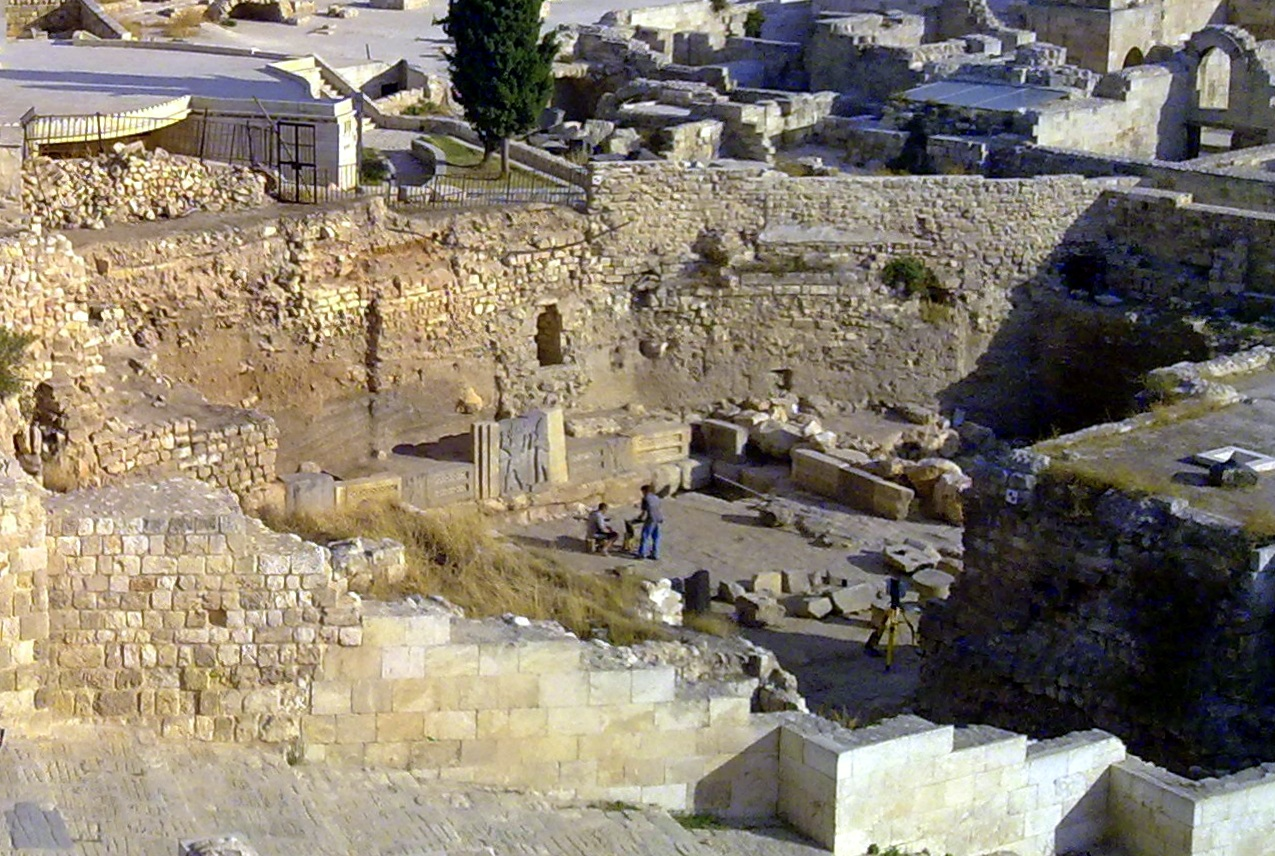
Vykopávky starověkého Hadadova chrámu
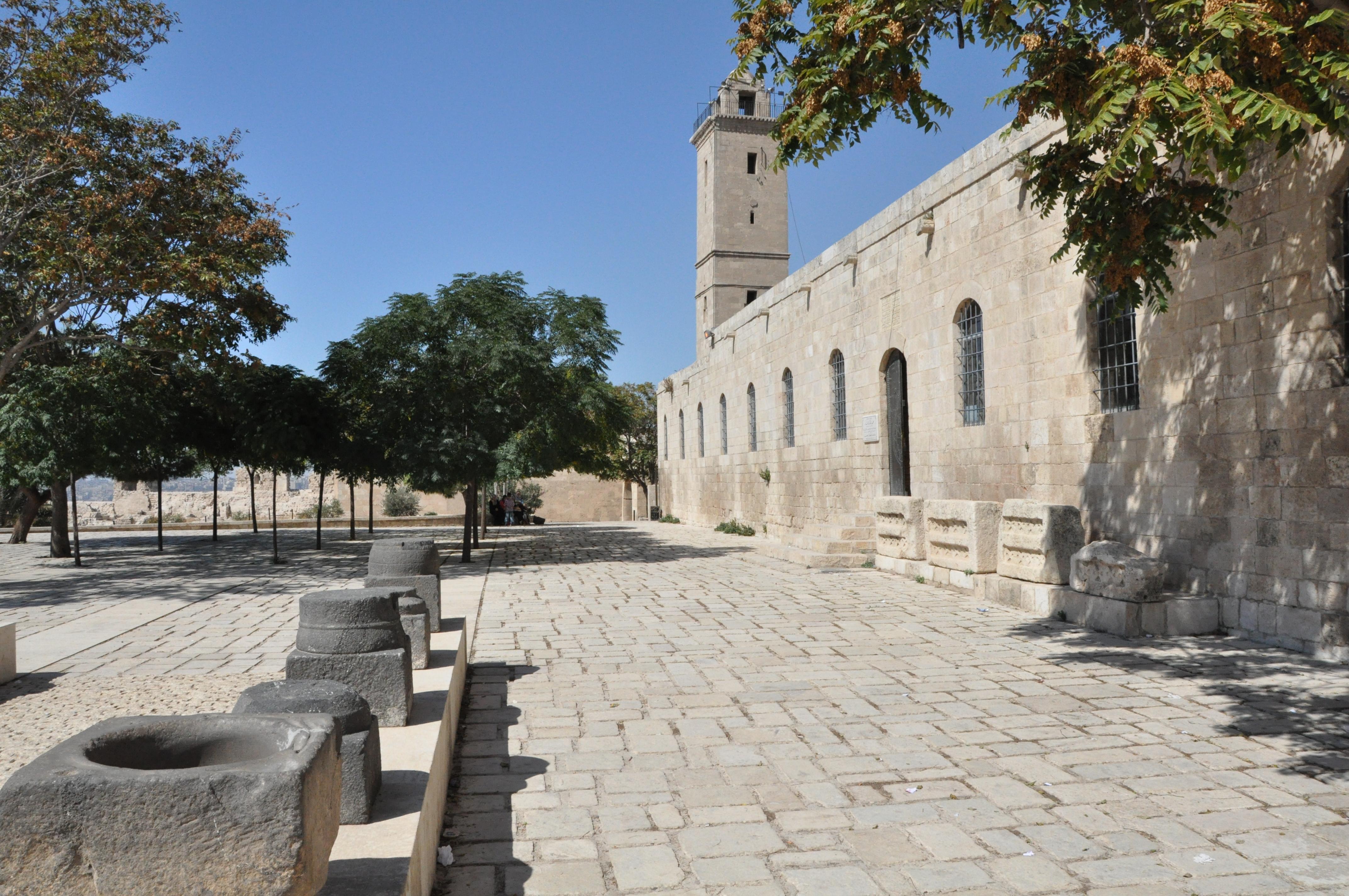
Muzeum v areálu citadely
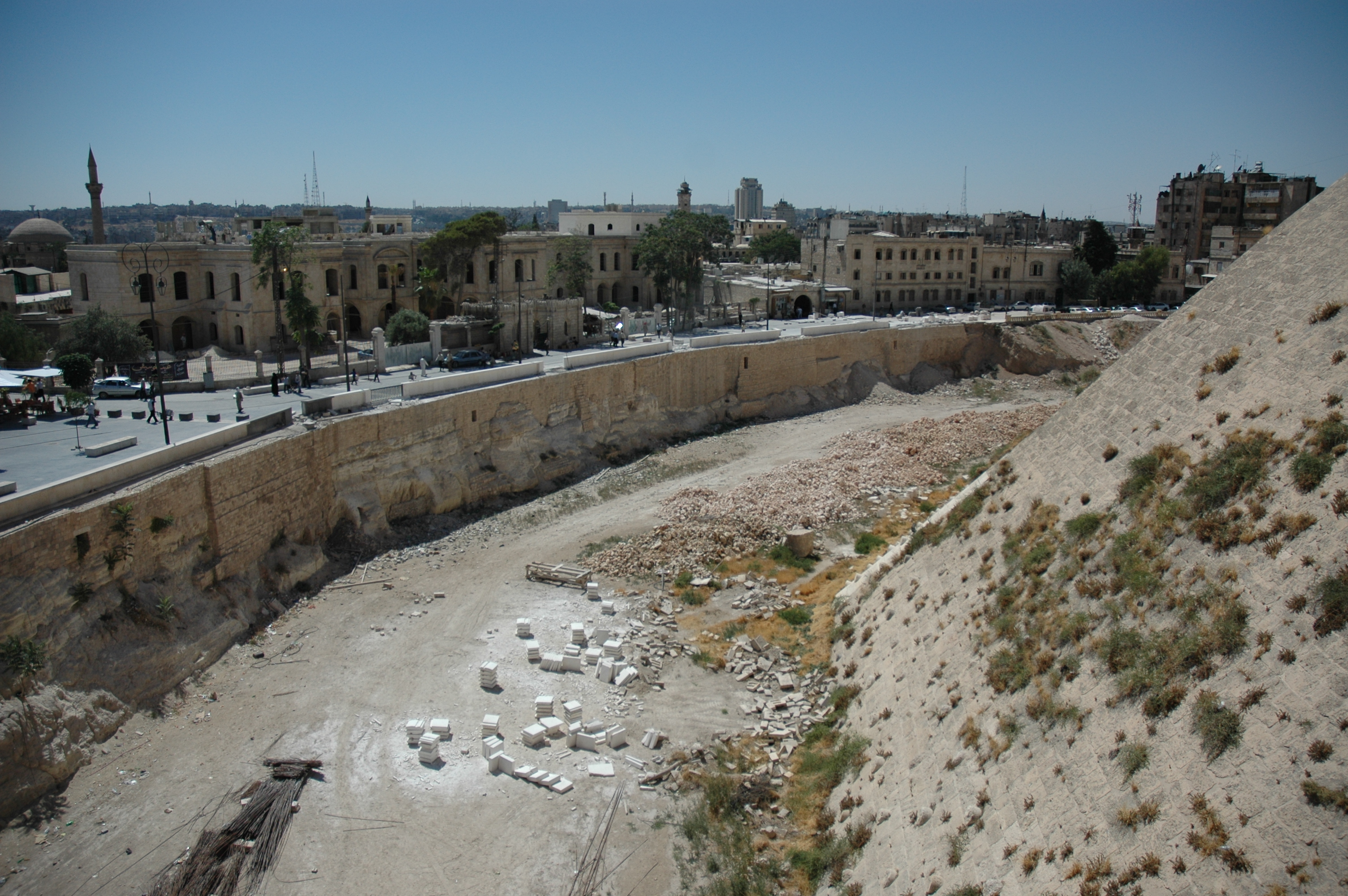
Příkop kolem citadely na snímku z roku 2017